# Rolladen Schneider LS4

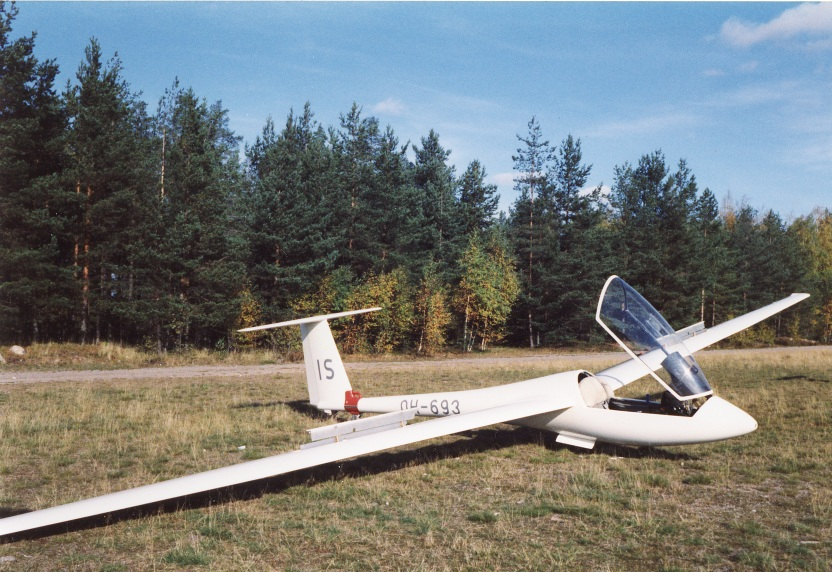
LS4-a

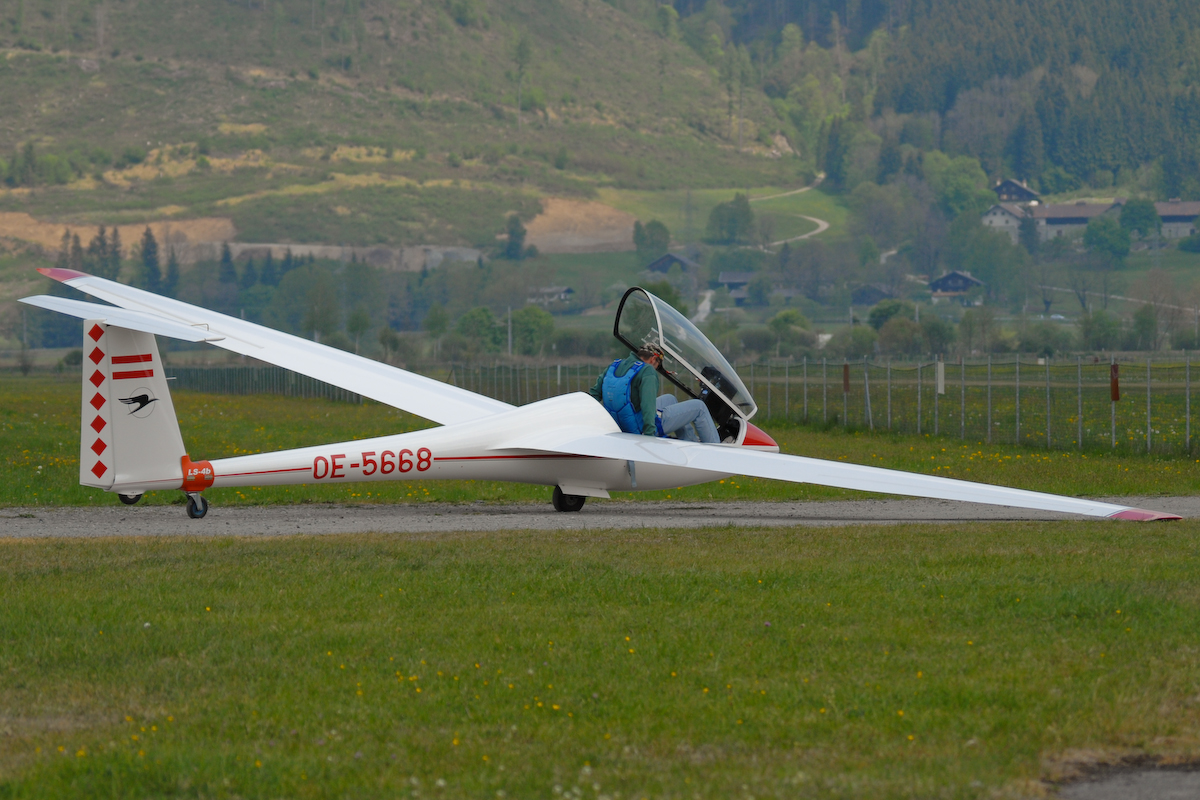
LS4-b

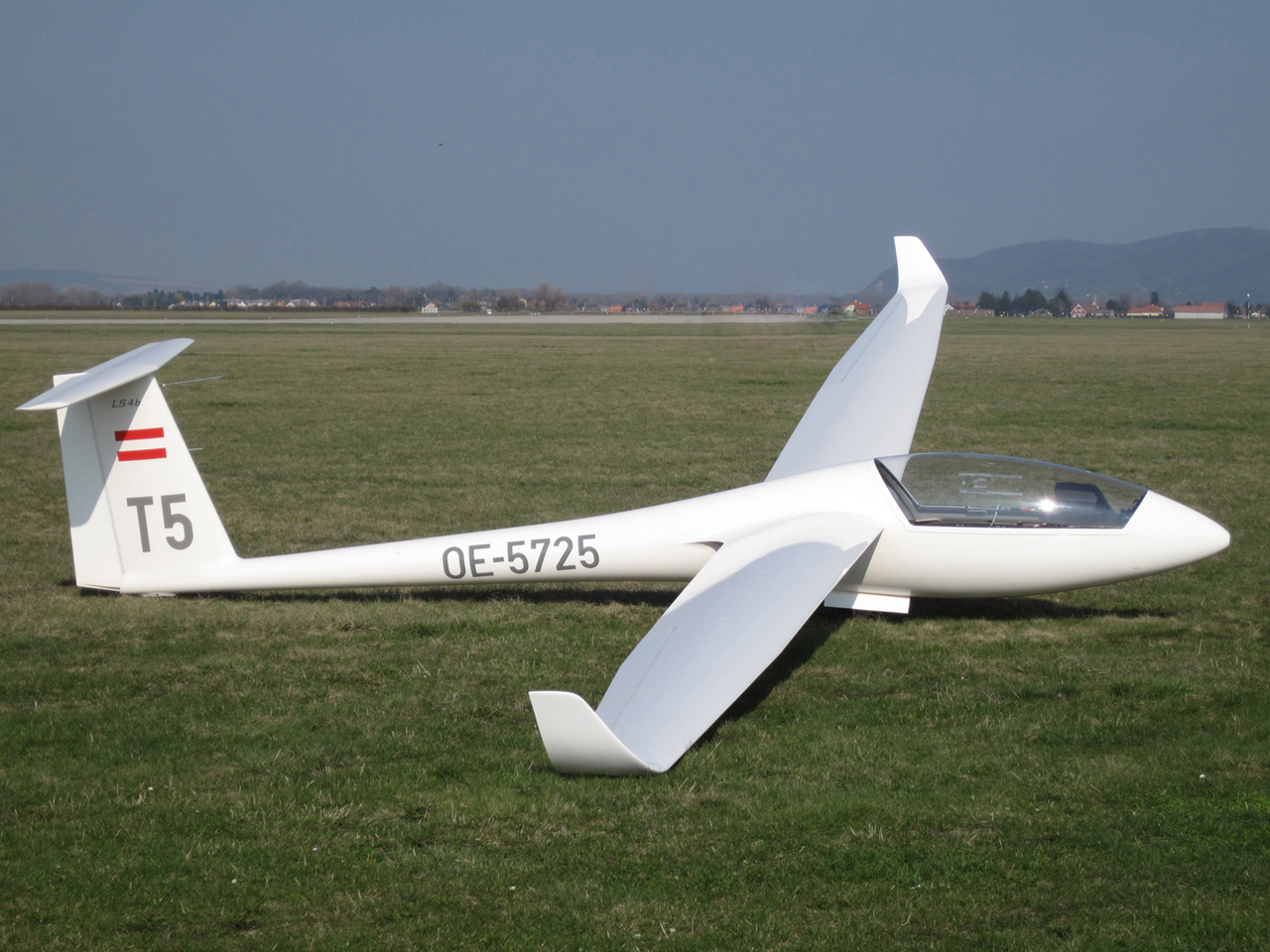
LS4-b WL

Il Rolladen Schneider LS4 è un aliante monoposto classe Standard, fabbricato da Rolladen Schneider Flugzeugbau Gmbh tra il 1980 e il 2003.

## Storia del progetto
L'LS4 nasce come successore del LS1 nella classe standard, il primo volo si svolge nel 1980.
Un totale di 1.048 esemplari sono stati prodotti fino al fallimento di Rolladen-Schneider, la casa costruttrice, avvenuto nel 2003. La sua grande produzione (indice di grande apprezzamento da parte dei piloti) è paragonabile solo a quello del Schempp-Hirth Discus.
Piloti a bordo di LS4 si sono classificati primo e secondo nella classe standard al Campionato del Mondo 1981 a Paderborn, Germania Ovest, e nei primi sei posti nel 1983 in Nuovo Messico.
È ancora ritenuto un aliante di ottimo livello, ed è quindi ancora diffuso.
Dato il continuo interesse nei confronti di questo velivolo, l'LS4 può essere rimesso in produzione da parte del produttore sloveno AMS-volo.

## Caratteristiche di volo e peculiarità del velivolo
Apprezzato per la docilità sui comandi, è ottimo per i principianti e comunque il suo rendimento è solo leggermente al di sotto della media nella sua classe (efficienza pari a 40.2).
La progettazione delle LS4 è stata influenzata principalmente dalla esperienza che ROLLADEN-Schneider aveva acquisito con i precedenti LS2 e LS3 flapped, rispetto a cui presenta modifiche nei particolari aerodinamici. Ha un'ala con pianta a doppio-conicità, rispetto ai predecessori LS1 ed LS2, è caratterizzato da un ampliamento di tutte le superfici di controllo; gli alettoni sono stati allungati e modificati nel profilo.
La fusoliera e lo stabilizzatore sono simili a quelle progettate per l'LS3.
Altri notevoli caratteristiche del nuovo disegno sono il carrello di atterraggio, ed il gancio per il cavo di traino, posto in posizione baricentrale davanti al carrello; anche i diruttori sono modificati e l'acqua di zavorra è contenuta in un sistema a sacche.

## Caratteristiche costruttive
La struttura è interamente in vetroresina rinforzata in gran parte con schiume sintetiche.
Il rivestimento esterno, come con la maggior parte degli alianti, è in Gelcoat, che protegge la parte in composito da umidità e raggi UV; questo materiale permette anche di migliorare, durante la fase costruttiva di finitura, le caratteristiche del profilo, consentendo di raggiungere la qualità migliore di "morbidezza" del profilo, necessario per mantenere il flusso laminare.
Ha carrello e gancio di traino retrattili.

## Varianti
LS4-A
contiene più acqua di zavorra (15 litri in più per semiala). Il carrello di atterraggio è rafforzato con l'aggiunta di un ulteriore sistema di assorbimento degli urti, al fine di gestire l'aumento del peso lordo a pieno carico di acqua di zavorra.
LS4-B
ha una altezza verticale aumentata da 0,11 m a 1,43 m, mentre la fusoliera è più corta. I gusci dell'ala sono realizzati in carbonio, il controllo delle connessioni è automatico, il cruscotto è modificato.

## Dati caratteristici

### Pesi
- capacità zavorra: 140 kg (308 lb) water ballast

### Velocità
- Rate of sink: 0.61 m/s (120 ft/min)